# Lwia główka
Lwia główka – odmiana hodowlana chińskiej populacji złotej rybki wywodzącej się od jednego z podgatunków karasia złocistego – Carassius auratus auratus, w hodowli akwarystycznej popularnie zwanymi welonami.
W obrębie tej odmiany wyróżnia się dwa typy lwiej główki:
- typ Oranda – posiada płetwę grzbietową
- typ Ranchu – brak płetwy grzbietowej